# هيو نيل
هيو نيل (بالإنجليزية: Hugh Neil)‏ (2 أكتوبر 1936 في المملكة المتحدة - 1 نوفمبر 1978) هو لاعب كرة قدم بريطاني في مركز الدفاع. لعب مع سانت جونستون ونادي رينجرز ونادي فالكيرك ونادي كارلايل يونايتد.